# Valdemar Adolph Thisted

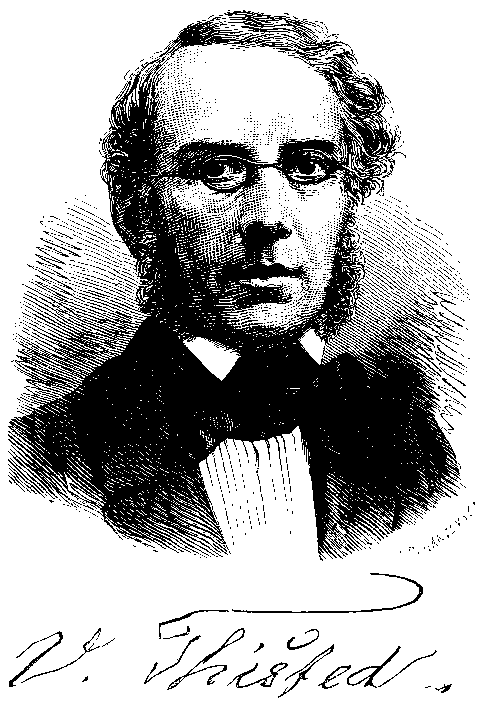
Valdemar Adolph Thisted

Valdemar Adolph Thisted, bekannt unter dem Pseudonym Emanuel St. Hermidad (* 28. Februar 1815 in Aarhus; † 14. Oktober 1887 in Frederiksberg) war ein dänischer Schriftsteller und Geistlicher.

## Leben und Werk
Valdemar Adolph Thisted war ein Sohn von Jorgen Thisted (1795–1855), der zuerst als Leutnant und später als Pastor von Gyrstinge und Flinterup arbeitete, und der Maria Elisabeth Elmquist (1790–1829). Im Alter von zwölf Jahren übersiedelte er in das Haus seines Onkels, des Kriegskommissars A. F. Elmquist in Aarhus. Er studierte seit 1833 Theologie in Kopenhagen, war zwischendurch von 1837 bis 1839 als Hauslehrer in einem Gutshaus nahe Grenaa tätig, schloss dann aber 1840 sein Theologiestudium ab. Am 28. Oktober 1840 heiratete er Henriette Hansine Hansen (1815–1904), eine Schwester des Malers Constantin Hansen, doch wurde die Ehe später geschieden. In Skanderborg gründete er eine Schule für Jungen, die er bis 1844 leitete.
Seine schriftstellerische Laufbahn begann Thisted mit En Vandring i Syden (Kopenhagen 1843), in welchem Roman er eine Schilderung von südlich seiner Heimat gelegenen europäischen Regionen lieferte. Doch sah er die südlichen Länder erst 1845/46, als er sich mit den Einnahmen, die ihm sein Roman einbrachte, eine Reise nach Deutschland und in die Schweiz finanzieren konnte. 1846 wurde er Lehrer am Realgymnasium in Aarhus. Mit königlicher Unterstützung besuchte er auf seiner zweiten Auslandsreise 1849–50 Italien. Die Eindrücke dieser Reise verarbeitete er in Episoder fra et Reiseliv (Kopenhagen 1850) und Romerske Mosaiker (Kopenhagen 1851). Auch bearbeitete er eine Anzahl Märchen aus Tausendundeiner Nacht (Eventyr og Fortællinger af 1001 Nat, 6 Bände, 1852–54).
Von Thisteds übrigen, meist auch ins Deutsche übersetzten Werken, die sich durch glänzende Darstellung und reiche Phantasie auszeichnen, aber unter großer Weitschweifigkeit leiden, sind hervorzuheben:
- Havfruen, Roman, Kopenhagen 1846
- Danmark bestaaer!, 1849
- Tabt og vunden, Roman, 2 Bände, Kopenhagen 1849
- Örkenens Hjerte, Dichtung, 1849
- Eventyr, Skizzer og Sagn, Kopenhagen 1849
- Bruden, Dichtung, Kopenhagen 1851
- Sirenernes Ø, Roman, 2 Bände, Kopenhagen 1853
- Neapolitaniske Aquareller, Reisestudien, 2 Bände, Kopenhagen 1853
- Hittebarnet, romantisches Drama, 1854
- Hjemme og paa Vandring, novellistische Reisestudien, 1854
- Familieskatten, Roman, 1856

Inzwischen hatte Thisted am 23. Juli 1853 in zweiter Ehe Elisa Otilia Rasmussen (1830–1901) geheiratet. Die Schule, bei der er eine Anstellung hatte, war aber eingegangen. Er wandte sich nun wieder der Theologie zu und wurde 1855 Pfarrer in Højrup in Nordschleswig und 1862 in Tømmerup auf Seeland. Seine schriftstellerische Laufbahn setzte er in religiöser Richtung fort und veröffentlichte Præstekald und als Anhang dazu Til Christi Menighed fra Præsten i Hvilsted (Kopenhagen 1859), darauf aber Søndagsprædikener (1860). Besonders in Deutschland erregten seine unter dem Pseudonym M. Rowel verfassten Breve fra Helvede (Kopenhagen 1866; 4. Aufl. 1871; deutsch Briefe aus der Hölle) großes Aufsehen; sie zeigen einen religiös forschenden, fantasievollen Geist. 1868 folgte als letztes literarisches Werk die Erzählung Høgholt. 1870 musste Thisted aufgrund eines Nervenleidens in den Ruhestand treten und zog nach Frederiksborg. Dort starb er am 14. Oktober 1887 im Alter von 72 Jahren.